# Brocket (Dakota del Norte)
Brocket es una ciudad ubicada en el condado de Ramsey en el estado estadounidense de Dakota del Norte. En el censo de 2010 tenía una población de 57 habitantes y una densidad poblacional de 28,29 personas por km².

## Geografía
Brocket se encuentra ubicada en las coordenadas 48°12′39″N 98°21′20″O / 48.21083, -98.35556. Según la Oficina del Censo de los Estados Unidos, Brocket tiene una superficie total de 2.02 km², de la cual 2.01 km² corresponden a tierra firme y (0.39%) 0.01 km² es agua.

## Demografía
Según el censo de 2010, había 57 personas residiendo en Brocket. La densidad de población era de 28,29 hab./km². De los 57 habitantes, Brocket estaba compuesto por el 100% blancos, el 0% eran afroamericanos, el 0% eran amerindios, el 0% eran asiáticos, el 0% eran isleños del Pacífico, el 0% eran de otras razas y el 0% pertenecían a dos o más razas. Del total de la población el 0% eran hispanos o latinos de cualquier raza.